# Incisión de Pfannenstiel

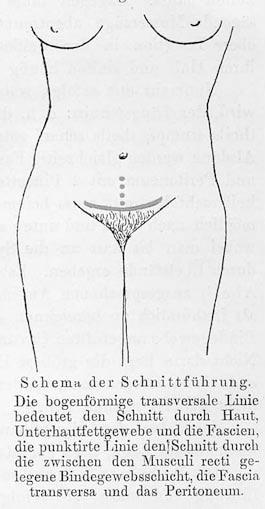

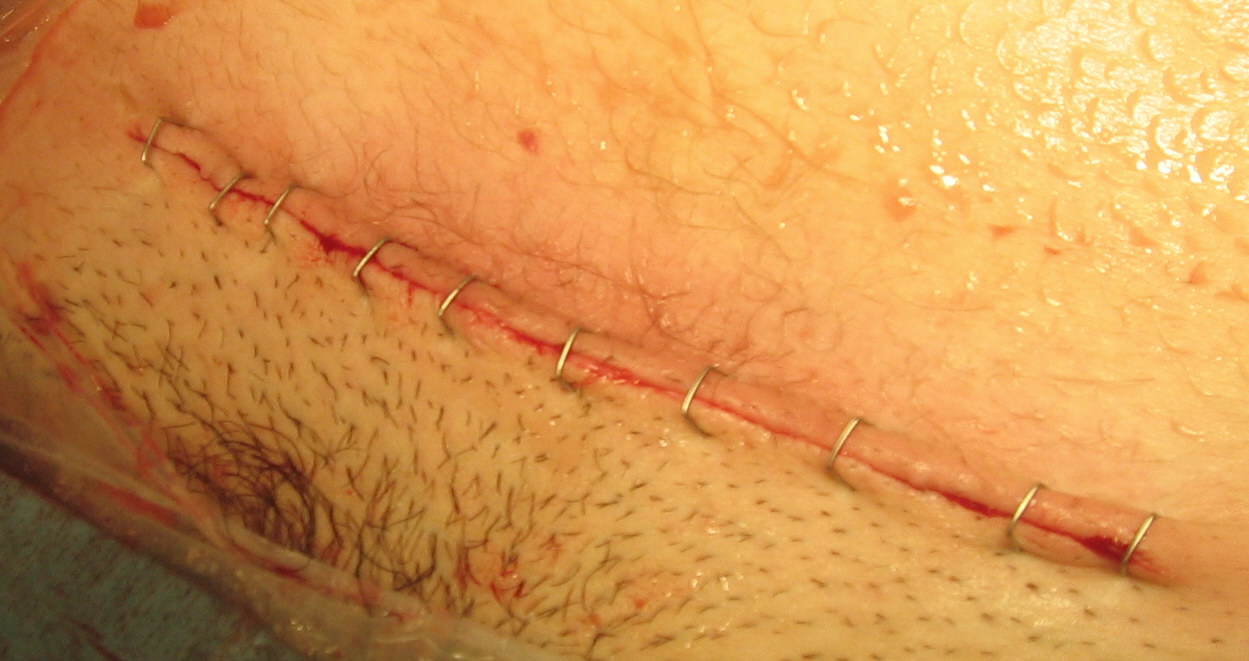
Una incisión de Pfannenstiel utilizada en una cesárea, cerrada con grapas quirúrgicas. En la parte inferior de la imagen se ven el aspecto superior del monte de Venus y el vello púbico.

Una incisión de Pfannenstiel, también conocida como incisión de Kerr, incisión de Pfannenstiel-Kerr o incisión púbica es un tipo de incisión quirúrgica abdominal que permite el acceso al abdomen. Se utiliza en cirugías ginecológicas y ortopédicas, y en la actualidad es el método más común para realizar cesáreas. Esta incisión también se emplea en el abordaje de Stoppa en cirugías ortopédicas para tratar fracturas pélvicas.
La incisión de Pfannenstiel ofrece una vista amplia de la pelvis central, pero limita la exposición a la pelvis lateral y al abdomen superior, lo que reduce su utilidad en cirugías oncológicas ginecológicas.
Esta incisión se conoce comúnmente como "corte bikini". Algunas de las razones más frecuentes para utilizar este acceso quirúrgico son el parto y la reparación de hernias. A menudo se prefiere sobre  otros tipos de incisión por razones estéticas, ya que la cicatriz queda oculta por el vello púbico. La incisión no altera la forma del ombligo y cicatriza más rápido que la incisión vertical tradicional.
Para llevar a cabo esta incisión, el cirujano realiza un corte siguiendo una línea generalmente horizontal (ligeramente curvada) justo por encima de la sínfisis púbica. A continuación, la piel y la grasa subcutánea se separan de la fascia del músculo recto abdominal en dirección cefálica. Esto permite el acceso a la línea media inferior de la fascia de la pared abdominal anterior. La fascia se corta verticalmente para separar los músculos rectos y acceder al abdomen. Aunque la incisión en la piel es transversal, en sus inicios la fascia se abría en la línea media, pero la técnica moderna implica su sección transversal de manera lateral.

## Etimología e historia
El nombre proviene del apellido de Hermann Johannes Pfannenstiel (1862-1909), ginecólogo alemán que inventó la técnica en 1900.
En Reino Unido la incisión fue popularizada por Monroe Kerr, quien la utilizó por primera vez en 1911. Por esta razón, en los países de habla inglesa a veces denomina incisión de Kerr o incisión de Pfannenstiel-Kerr. Kerr publicó sus resultados en 1920, proponiendo que este método causaría menos daño a las zonas vascularizadas del útero que la operación clásica. Sostuvo que era superior a la incisión uterina longitudinal en términos de riesgo de ruptura de la cicatriz y lesión de los vasos sanguíneos.